# Цветковка (Томская область)
Цветко́вка — село в Асиновском районе Томской области России. Входит в состав Ягодного сельского поселения.

## География
Село располагается в среднем течении реки Кайба и почти со всех сторон окружено лесом. Примерно на равном удалении с севера и юга (~7-8 км) от села пролегают Томская железная дорога, идущая из Томска в Асино, и автодорога (ответвление трассы Р400), затем (в Больше-Дорохове) разделяющаяся на две — в Асино и в Зырянское.

## История
Основано в 1897 году. В 1926 году село состояло из 25 хозяйств, основное население — русские. В административном отношении входила в состав Кайбинского сельсовета Ново-Кусковского района Томского округа Сибирского края.

## Население
| 1926 | 1959 | 1970 | 1979 | 1989 | 2002 | 2010 |
| ---- | ---- | ---- | ---- | ---- | ---- | ---- |
| 176  | ↘168 | ↗265 | ↘243 | ↗384 | ↘211 | ↘153 |
| 2012 | 2013 | 2014 | 2015 | 2019 | 2021 |      |
| ↘136 | ↘133 | ↗137 | ↘130 | ↘119 | ↗123 |      |

## Инфраструктура
В селе работают центр досуга, библиотека и фельдшерско-акушерский пункт.

## Экономика
В селе действуют несколько частных предпринимателей, работающих в сфере сельского хозяйства и розничной торговли.